# Brandenstein-Relief

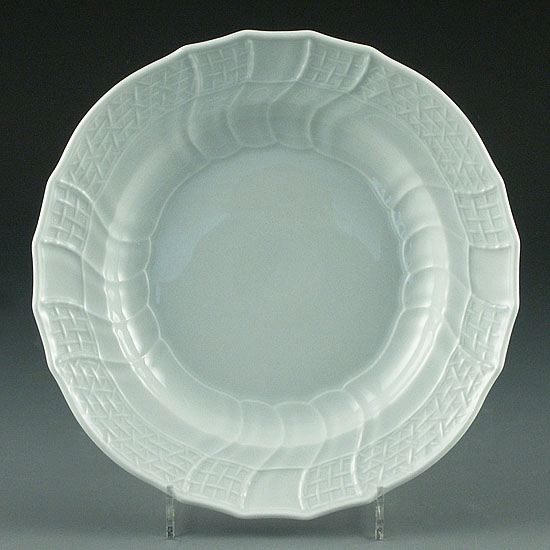
Teller aus dem Service Neu-Brandenstein

Brandenstein-Reliefzierat ist ein plastischer Reliefdekor auf keramischen Geschirren, der eine bestimmte Form von Flechtwerk nachahmt. Undekorierte Felder unterteilen das Flechtwerk auf der Tellerfahne in vier Segmente. Jedes dieser Segmente besteht aus einem großen, diagonal geflochtenen Feld und zwei kleineren, kreuzgeflochtenen Außenfeldern; ihre Trennstäbe ragen bis in den Tellerspiegel hinein.
Das Brandenstein-Relief wurde 1741 von Johann Friedrich Eberlein und Johann Joachim Kändler für ein Tafelservice aus Meissener Porzellan entworfen, das der sächsische Oberküchenmeister Friedrich August von Brandenstein bestellt hatte. 1744 wird auch das „Neu-Brandenstein“ wie die meisten Neu-Dekore entwickelt: die Trennstäbe werden rokokohaft geschwungen.